# Educación en línea
Se entiende por educación en línea a aquella en la que los docentes y estudiantes participan en un entorno digital a través de las nuevas tecnologías y de las redes de computadoras, haciendo uso intensivo de las facilidades que proporciona Internet y las tecnologías digitales.
La literatura de la educación a distancia para cursos donde se usa correspondencia, vídeo, la transmisión por televisión y por satélite, no necesariamente describen el proceso incluido en los cursos en línea. Un desarrollo histórico de la educación en línea y un análisis del desarrollo histórico del Internet y sus conexiones deben existir para entender cómo y por qué ha crecido tan rápido.
Hay conceptualizaciones de educación en línea, donde el uso de la tecnología se encuentra fundamentado a partir de ciertas decisiones pedagógicas y didácticas. La tecnología no pretende reemplazar los procesos de educación presencial, sino que se busca a través de ésta crear nuevos espacios para fomentar los procesos de comunicación y construcción del aprendizaje. Estos nuevos espacios proponen otras reglas de interacción y de intervención pedagógica.
La Educación en Línea, entonces, apunta a resolver una problemática diferente que la Educación a Distancia. El problema no es la distancia y como la tecnología se convierte en un mejor puente, sino en cómo crear un entorno (tecnológico) que congregue a todos los actores del proceso educativo. Esta educación posee una especie de fuerza centrípeta que hace aproximar a todos los actores del proceso educativo, en un espacio central común donde ya no hay distancia. Al igual que la educación a distancia, la tecnología y la educación como la conocemos, requiere de un dispositivo socio técnico, co-construido a través de procesos que involucre actores humanos y no humanos, relaciones de poder, vínculos, trayectorias históricas y variaciones tecnológicas.
Como modalidad, la educación a distancia y en línea, desde su creación se vio impactada por diversos usos de la tecnología al suprimirse como forma organizativa para los estudios la presencia de los alumnos/as en las aulas. Dependió del tratamiento de los contenidos a partir de soportes diferentes o las propuestas comunicacionales.

## Contexto
Los antecedentes de la educación en línea se empiezan a gestar con el desarrollo del correo electrónico (aproximadamente en 1972), los boletines electrónicos y los grupos de noticias (1979). Sin embargo, fue con el desarrollo de internet y los navegadores gráficos a partir de 1993 que la educación en línea se fue conformando con las posibilidades actuales.
Actualmente el mundo está experimentando cambios esenciales en todos los ámbitos del quehacer humano, uno de ellos es el acceso al conocimiento. "El desarrollo tecnológico permite hoy en día acceder a grandes recursos de información, procesarlos y transformarlos para servir de apoyo a la inteligencia y memoria de las personas. La tecnología está cambiando radicalmente las formas de trabajo, los medios a través de los cuales las personas se comunican aprenden, y los mecanismos con que acceden a los servicios que les ofrecen sus comunidades: transporte, comercio, entrenamiento y gradualmente también, la educación, en todos los niveles de edad y profesión".
Hoy en día, la tecnología se ha incorporado al ámbito educativo, es decir, ya se cuenta como un campo de estudio que tomó cuerpo en los Estados Unidos de Norteamérica fundamentalmente a partir de los años cuarenta, la primera referencia que encontramos es en el campo formativo con los cursos diseñados para especialistas militares apoyados en instrumentos audiovisuales, impartidos en la Segunda Guerra Mundial, desde este momento aparece la tecnología educativa como materia en el currículum de estudios de Educación Audiovisual de la Universidad de Indiana en 1946.[cita requerida]
El desarrollo de la informática en los años sesenta consolida la utilización de ordenadores con fines educativos, concentrándose en la enseñanza asistida por computadoras, asimismo con la aparición de las computadoras personales esta opción tomó dimensiones mayores; para los años ochenta llegan bajo la denominación de nuevas tecnologías de la información y la comunicación renovadas opciones que están apoyadas en el desarrollo de máquinas y dispositivos diseñados para almacenar, procesar y transmitir de modo flexible grandes cantidades de información.[cita requerida]

## Desarrollo
Si bien algunos autores como García Aretio
consideran que se trata de una evolución de la educación a distancia que se apoya en recursos digitales para desplegar los procesos de enseñanza y aprendizaje utilizando herramientas propias de las tecnologías de la información y la comunicación (TIC) para otros pedagogos la educación en línea es una modalidad con características propias que se diferencia tanto de la educación a distancia como de la educación presencial. Desde esta perspectiva, la educación en línea es caracterizada como un modelo pedagógico que promueve, mediante el uso de tecnologías digitales, ambientes propicios para el diálogo y actividades grupales buscando favorecer, incluso, la creación de vínculos interpersonales entre los participantes. De este modo, se entiende que las propuestas de educación en línea —usualmente implementadas a través plataformas o entornos digitales para la gestión de cursos (conocidos como Learning Management System)— incluyen actividades pedagógicas que para su realización requieren que los estudiantes colaboren entre sí trabajando de forma conjunta. Esta colaboración entre alumnos se produce sin que medien encuentros presenciales y es posible a partir de los diálogos sincrónicos y asincrónicos que se producen a través de las herramientas de comunicación telemática, generalmente, incluidas en el mismo software sobre el que se desarrolla el curso y que tienden a promover la documentación automática de los intercambios entre los participantes.

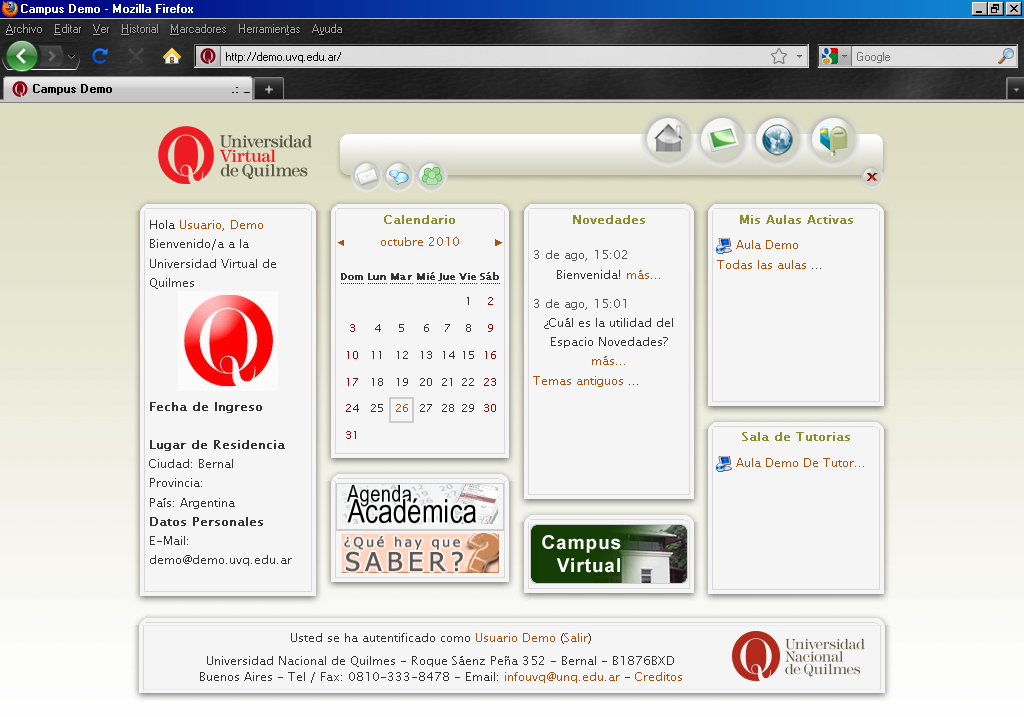
Campus virtual para carreras en línea de la UNQ.

De esta forma, se señala también que mientras que en la educación a distancia la enseñanza se apoya principalmente en la distribución de materiales didácticos (digitalizados o en otros formatos no digitales) en la educación en línea son fundamentales las actividades que los estudiantes deben resolver para aprender.
En la actualidad,[¿cuándo?] la educación en línea está convirtiéndose en una opción accesible para realizar estudios de bachillerato, universitarios y de especialización o posgrado para aquellas personas que por su ubicación geográfica o por cuestiones laborales les resulta muy difícil acudir a una institución presencial, además de ser una estrategia educativa basada en la aplicación de tecnología al aprendizaje sin limitación del lugar, tiempo, ocupación o edad de los estudiantes. Con el tiempo el campo de esta disciplina se ha profesionalizado cada vez más hasta abarcar no solo estudios formales, sino también cursos de actualización y capacitación laboral en múltiples profesiones y oficios.[cita requerida][¿dónde?]
Algunos rasgos fundamentales de esta modalidad son:
- La inmersión de alumnos y estudiantes en un entorno digital a través del cual interactúan mientras transcurren los procesos de aprendizaje
- El uso pedagógico de las Tecnologías de la Información y Comunicación
- La inclusión de actividades que proponen trabajo colaborativo entre los estudiantes
- La utilización de materiales didácticos en diversos formatos digitales[cita requerida]

## Entornos tecnológicos para educación en línea

Logo de Moodle, una de las plataformas de LMS de distribución libre más difundidas en la actualidad.

La educación en línea suele implementarse a través de entornos o plataformas digitales Entre las herramientas más utilizadas están los Sistemas de Gestión de Aprendizaje (LMS, por sus siglas en inglés). Un LMS es un software basado en un servidor web que ofrece módulos para los procesos administrativos y de seguimiento que se requieren para un sistema de enseñanza. Estos sistemas cuentan con módulos administrativos que permiten, entre otras cosas, configurar cursos, matricular alumnos, registrar profesores, y asignar calificaciones. Las plataformas ofrecen paquetes de herramientas vinculadas a diferentes dimensiones comunicacionales, como correo electrónico, chat, foros, wikis y bases de datos, sobre las cuales pueden desplegarse diferentes tipos de actividades, tanto grupales como individuales.
Entre los LMS, Moodle es una de las plataformas de distribución libre más difundidas en la actualidad, especialmente en el ámbito universitario. Sin embargo, existen también otras plataformas de LMS de software libre para el desarrollo de proyectos de educación en línea tales como ILIAS, ATutor, Claroline, Dokeos, Proyecto Sakai, Chamilo y SWAD. Entre los LMS de software propietario pueden mencionarse las siguientes plataformas: docenteenlinea.com, Catedr@, Desire2Learn, eCollege, Fronter, Saba Learning, WebCT y Blackboard.
Se puede promover la tecnología basada en la instrucción (instructional-based technology -IBT). Los avances en la tecnología y herramientas, tales como la comunicación mediada por computadora (CMC), sistemas de gestión de aprendizaje (LMS), sistemas de gestión de cursos (Course Management Systems, CMS), y E-plataformas, así como el amplio alcance de la Internet debido a los avances en la conectividad y cobertura , han dado lugar a la educación en línea.

## La docencia en la educación en línea
Por vincular sus orígenes con la educación a distancia, los docentes que trabajan en cursos de educación en línea, suelen recibir el nombre de tutores, ya que su función primordial es la de acompañar y asistir al estudiante a lo largo de su proceso de aprendizaje en el contexto de un programa que carece de un espacio de físico como en la educación presencial. Por las características generales de la educación en línea, el papel que docente/tutor suele asumir incluye una serie de funciones que, dependiendo del curso, pueden variar en su nivel de complejidad. Para describir sus funciones, la bibliografía especializada suele considerar las siguientes dimensiones:

### La dimensión social
En la educación en línea, los espacios sociales son muy importantes para el fortalecimiento de los vínculos grupales, aspecto clave que tendrá gran importancia pedagógica puesto que es un requisito previo para el desarrollo del trabajo colaborativo.  El aprendizaje colaborativo en entornos mediados por tecnología, requiere, para que éste sea posible, un diseño pedagógico centrado en la actividad. En efecto, en este tipo de propuestas pedagógicas, los recursos y el acompañamiento docente deben estar subordinados a la tarea que se les propone a los alumnos.
Así, el tutor/docente tiene la responsabilidad de crear un clima de libertad y confianza entre todos los participantes en general y hacia él en particular. Esto presenta la posibilidad de realizar un seguimiento personalizado del alumno donde puedan contemplarse situaciones muy específicas, ajustadas a la particularidad de cada estudiante.
Generar un equiibrio saludable entre el ambiente o contexto donde se desarrolla el procesode aprendizaje, estudiante(s) y el docente/tutor para asegurar que todos los estudiantes están progresando, al menos, a los objetivos del plan de estudios requeridos.

### La dimensión académica
El tutor/docente necesita conocer los contenidos no solo para responder consultas sino para pueda reconocer los debates emergentes y asumir una moderación conceptual de los espacios de debate. Esta función es muy importante porque promueve el intercambio de ideas que hacen posible la construcción del conocimiento a través del diálogo y la participación de los estudiantes.

### La dimensión organizativa
Las funciones de la dimensión organizativa, requieren que el tutor/docente conozca la secuencia didáctica a fin de orientar a los alumnos en relación con los acuerdos necesarios para sostener un ritmo de trabajo apropiado. También es importante que el tutor/docente pueda ser un referente en relación con las pautas y códigos establecidos por la institución en la que se enmarca el curso, a fin de promover un clima de trabajo propicio.

### La dimensión orientadora
Quizá esta dimensión sea la que más refleje la función tradicional del tutor, heredada de los formatos de la educación a distancia. Acompañar a lo largo de proceso de aprendizaje, de acuerdo a las necesidades que se van presentado, requiere de un docente/tutor atento a la heterogeneidad propia de estos contextos de aprendizaje. Entre estas funciones de guía y orientación, se agrega además, la importancia de facilitar técnicas de trabajo intelectual para el estudio para el aprendizaje en red, ofrecer recomendaciones públicas y/o privadas que resulten constructivas para la calidad de los aprendizajes, promover un ritmo adecuado de trabajo, motivar, mantener informados a los alumnos sobre sus progreso.
Otras funciones a realizar como señala Hew, K. F., & Cheung W. S. son "mantener la discusión en la pista, ayudando a los estudiantes a superar dificultades técnicas, y utilizar, redacción curiosidad que despiertan centrada en la resolución de problemas al iniciar una discusión se han sugerido como influir positivamente en la participación del estudiante." (Hew y Cheung, 2008)

### La dimensión técnica
El docente/tutor acompaña a los estudiantes, asegurándose de que comprenden la dinámica del espacio digital. De esta forma, se dispone a atender consultas, aunque en ocasiones por su especificidad, estas deban ser derivadas a la mesa de ayuda tecnológica. No se espera del tutor/docente sea un experto, pero sí lo suficientemente idóneo como para resolver cuestiones menores y poseer un criterio oportuno. Desde esta dimensión técnica, se identifica también una serie de actividades que el tutor debería asumir: asegurarse de que los alumnos comprenden el funcionamiento técnico del campus en línea; aconsejar y orientar; gestionar el aprendizaje en red; realizar actividades formativas específicas (adminstrar tutoriales, en caso necesario); estar atento a las modificaciones que se requieren en el entorno y estar en contacto con el administrador del sistema.
Repositorios de Enseñanza:
La preocupación es donde queda la elaboración de material didáctico, para el trabajo en plataforma; los asesores dedicados en esta modalidad a tienen el compromiso de elaborar cada semestre una búsqueda de recursos digitales que englobe en un trabajo pedagógico, la utilización de tecnología con relación a contenidos, a elaborar actividades creativas que conlleve al alumno-usuario a desarrollar y crear conocimiento significativo. 
Los estándares nacionales nos señalan que los docentes son creadores, promotores, modeladores, diseñadores, adaptadores, desarrolladores, enriquecedores y demás, sin embargo todas las características señaladas quedarían enriquecidas con experiencias de enseñanza compartidas
Pero después de todo este complejo y laborioso trabajo, ¿en donde termina este fructífero trabajo?.
Una propuesta planteada para potencializar toda esta información es almacenar el trabajo personal de cada profesor en repositorios, dentro de un objeto de aprendizaje que bajo un claro diseño instruccional, tenga la finalidad de ser reutilizados por otros profesores-asesores en línea que logren insertar en su trabajo diario esta investigación llevada a un objeto de aprendizaje donde se visualicen las características esenciales de la asesoría con el uso de recursos digitales.

Tanto los programas de desarrollo profesional para docentes en ejercicio, como los programas de formación inicial parafuturos profesores deben comprender en todos los elementos de la capacitación experiencias enriquecidas con TIC. Losestándares y recursos del proyecto “Estándares UNESCO de Competencia en TIC para Docentes” (ECD-TIC) ofrecenorientaciones destinadas a todos los docentes y más concretamente, directrices para planear programas de formación delprofesorado y selección de cursos que permitirán prepararlos para desempeñar un papel esencial en la capacitacióntecnológica de los estudiantes.
UNESCO

## Ventajas e inconvenientes de la educación en línea
Es posible que una de las razones que explique el auge actual de propuestas de educación en línea sea la insuficiente cobertura de las instituciones de educación superior. Muchas instituciones educativas han incorporado tecnologías de la información y comunicación, principalmente para mejorar los procesos de enseñanza-aprendizaje y ofrecer cursos en esta modalidad.
El formato de la educación en línea permite que estudiantes y profesores regulen su dedicación a la propuesta en términos de flexibilidad espacial y temporal. Si bien en las propuestas de enseñanza formales se establecen plazos estrictos para las entregas de trabajo, la asincronicidad permite una gestión más eficiente del tiempo personal, aun cuando esto involucre realizar trabajos grupales con otros compañeros en condiciones semejantes evitando pérdidas de tiempo por viajes o traslados.
Entre las ventajas de la educación en línea, podrían mencionarse:
- Apertura: se amplía el acceso a la formación reduciéndose, especialmente, las barreras geográficas.[18]
- Flexibilidad: la posibilidad de la comunicación asincrónica y ubicua favorece la autogestión de los tiempos de dedicación.
- Eficacia: estas propuestas promueven el desarrollo de la autonomía del alumno para que sea capaz de gestionar su propio proceso de aprendizaje.
- Acompañamiento personalizado: centrada en la actividad del alumno, los tutores de esta modalidad asisten a los estudiantes realizando un seguimiento personalizado, incluso cuando las tareas involucran trabajo grupal.
- Economía: Se reducen los gastos vinculados al uso de espacios y materiales físicos, así como traslados.
- Construcción de una comunidad de aprendizaje: el grupo de estudiantes conforma una comunidad en la medida en que la modalidad promueve el debate y el diálogo de modo que, a través de la participación, el estudiante desarrolla un sentimiento de pertenencia que alienta su proceso de aprendizaje

Entre las desventajas estarían:
- Estrés: se encontró en algunos estudiantes cuadros de sobrecarga de tareas al tener que realizarse en plazos establecidos.[19]

## Educación a distancia VS MOOC
Junto con este avance tecnológico a gran escala y la educación informal, existen los llamados Cursos Abiertos y Masivos en Línea o por su acrónimo en inglés Massive Open Online Course (MOOC) donde a diferencia de la educación presencial y la educación a distancia, el aprendizaje no está centrado en el profesor o en el alumno, respectivamente, sino que está centrado en los materiales didácticos, usualmente video lecturas.
Dado que este tipo de cursos permite el acceso a miles de estudiantes, no es posible que un docente o experto en la materia evalúe el desempeño de los estudiantes, es decir, es sumamente complicado que exista una interacción profesor-estudiante, solo es posible la revisión automática y el apoyo entre pares. Dada esta circunstancia, los cursos que son acreditados bajo esta modalidad carecen de un valor curricular.
En algunas ocasiones, dado que los MOOC son tomados a través de una computadora o dispositivo móvil (teléfono inteligente o tableta electrónica) con conexión a Internet, se suele considerar a los MOOC como sinónimo de educación a distancia, sin embargo como menciona Literat (2015), dadas sus peculiaridades más que sinónimos los MOOC son un tipo muy específico de educación a distancia.

## Historia de la educación a distancia o e-Learning
1924. La creación de la máquina de la enseñanza es considerada el primer intento histórico por la difusión de la enseñanza a distancia. Fue invención de Sidney L. Pressey, un profesor de psicología de la Universidad Estatal de Ohio, nacido en Brooklyn, Nueva York, hacia 1888. La máquina de la enseñanza, era un dispositivo en el que se mostraban preguntas de opción múltiple, que se debían responder correctamente, para continuar con la pregunta siguiente. El uso del aparato permitió demostrar cómo el conocimiento de resultados genera aprendizaje.
1959 -1960. Surge el Proyecto PLATO o Programmed Logic for Automatic Teaching Operations, base del LMS (Learning Management Systems). Fue ideado en la Universidad de Illinois, por un equipo multidisciplinar de físicos, ingenieros, psicólogos y educadores, con el fin de desarrollar un sistema que permitiera automatizar la enseñanza individualizada. El objetivo era “demostrar la viabilidad técnica de una red educativa basada en el ordenador, que incrementara la eficacia y productividad del proceso de enseñanza”.  
1965. La Universidad de Wisconsin, Estados Unidos, ofrece los primeros cursos telefónicos. A lo largo de la historia el aprendizaje independiente de los alumnos ha sido ampliamente fomentado por las universidades norteamericanas, hasta el punto de generar la agrupación de varias casas de estudio, en torno a la Independent Study Division of the National University Extension Association. En la Universidad de Wisconsin entre 1964 y 1968 se creó el proyecto AIM (Articulated Instructional Media), para integrar a los estudiantes externos a través de la acción de diferentes medios de comunicación. Esas iniciativas significaron una importante contribución americana a la posterior creación de la Open University Britain. 
1972. La marca Hewlett Packard, hoy más conocida como HP, lanzó al mercado la primera computadora de escritorio. 1976. Universidad de Proenix ofrece el primer curso en línea. 
1980. Surge el concepto de LMS Learning Management Systems o Sistemas de Gestión del Aprendizaje.
1982. Se aplica por primera vez el Protocolo de Control de Transmisión/Protocolo de Internet. Sirve para tener acceso directo a internet, a través de una copia del programa de TCP/IP, que al mismo tiempo es el lenguaje o protocolo de comunicación básico de internet.
1990. Lanzan al mercado el primer software LMS de la historia para una plataforma MacIntosh, denominado Softarc.
1995. Surge la primera red social educativa, en el dominio classmates.com.
1996. Dan el primer concepto formal de e-Learning.
1997. Aparece La Corporación de Tecnologías Educativas WebCT, encargado de proporcionar interesantes complementos para los cursos en línea.
2000. Surge el B-Learning en el que se combina el sistema e-Learning con el presencial.
2004. Lanzan la web 2.0 como una nueva forma de facilitar la información a través de la red.
2008. Aparece la primera versión del M-Learning (mobile learning, aprendizaje electrónico móvil).
2008. Aparecen los cursos masivos en abierto o MOOC (Massive Online Open Course).
2013. Auge de los MOOCs.
2016. Presentan Learning Analytics Big Data, un proceso de toma de decisiones que se fundamenta en los principios del análisis de datos.